# Hackney Wick
Hackney Wick est un quartier de Londres situé dans le district de Hackney.